# Brenna
Brenna (dawniej Brina, Brena) – wieś w Polsce, położona w województwie śląskim, w powiecie cieszyńskim, w gminie Brenna. Siedziba gminy Brenna, obejmującej również Górki Wielkie i Górki Małe.
W latach 1975–1998 wieś położona była w województwie bielskim.
Wieś w 2021 r. zamieszkiwało 6451 osób.

## Położenie

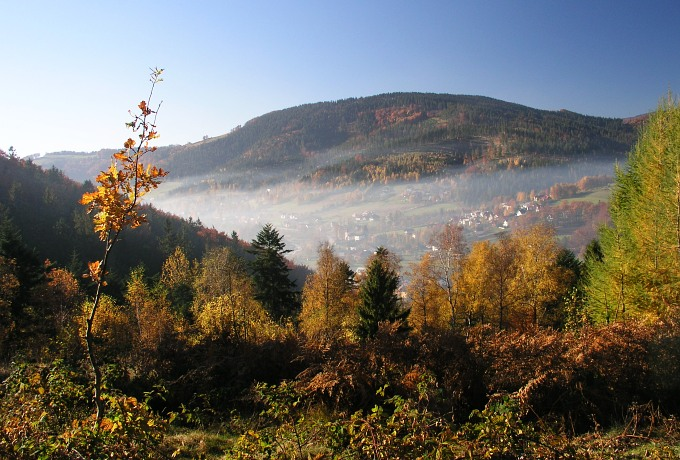
Widok na Brenną z Błatniej

W gminie Brenna wyodrębniono jednostkę strukturalną Brenna o powierzchni 7830 ha, co przy liczbie mieszkańców wynoszącej 11 285 daje gęstość zaludnienia równą 138,7 os./km². Znajduje się na wysokości około 420 m n.p.m. w górach Beskidu Śląskiego, w dolinie rzeki Brennicy oraz jej dopływów Leśnicy i Hołcyny.
Od południowego zachodu Brenna graniczy ze Skoczowem, od północnego wschodu z gminami Jasienica, Jaworze i z miastem Bielsko-Biała (grzbietami górskimi: Błatnia – Stołów – Trzy Kopce). Od wschodu Brenna graniczy ze Szczyrkiem (grzbietami pasma Trzy Kopce – przełęcz Karkoszczonka – Beskid Węgierski – Przełęcz Salmopolska), na południu grzbietem Pasma Równicy graniczy z miastem Wisłą, a na zachodzie z Ustroniem.
Sama Brenna usytuowana jest w dolinie rzeki Brennicy (prawy dopływ Wisły).

## Integralne części wsi
| części wsi | Barujec, Bukowa, Chrobaczy, Do Jamy, Do Jędrysków, Do Kormanów, Dolinka, Do Michny, Do Płachcioka, Do Urbańszczoka, Do Wawrzyńca, Drzewianica, Filipionka, Głębce, Goczowska, Goleszowska Wyżnia, Grabowa, Gronik, Hołcyna, Huta, Jatny, Jurkula, Kępa, Kisiałka Niżnia, Kisiałka Wyżnia, Klimurówka, Kobyla, Krzosy, Krzywanek, Lachy, Leszczyna, Leśnica, Malina, Malinka, Markówka, Miczkowy Potok, Nad Potokiem, Na Groń, Na Kępę, Na Kotarzu, Na Łączkę, Na Polanę, Na Pustki, Na Rówieńki, Na Trawniki, Nostrożny, Nowociny, Nowy Świat, Pietrula, Pilarzy Potok, Pod Brzegiem, Pod Groń, Pod Kępkami, Pod Las, Pościenny, Siągi, Sitorka, Snowaniec, Stara Droga, Stary Groń, Stawieniec, Stawka, Stawy, Suchowianka, Śniegociny, Tłoczki, Tokarzówka, U Obrazka, Upłaz, Wawrzynówka, Węgierski, Wielki Suchy, Witkowska, Woźna Droga, W Smreczniku, Zakrzasek, Zarąbki, Żarnowiec |

## Pochodzenie nazwy wsi

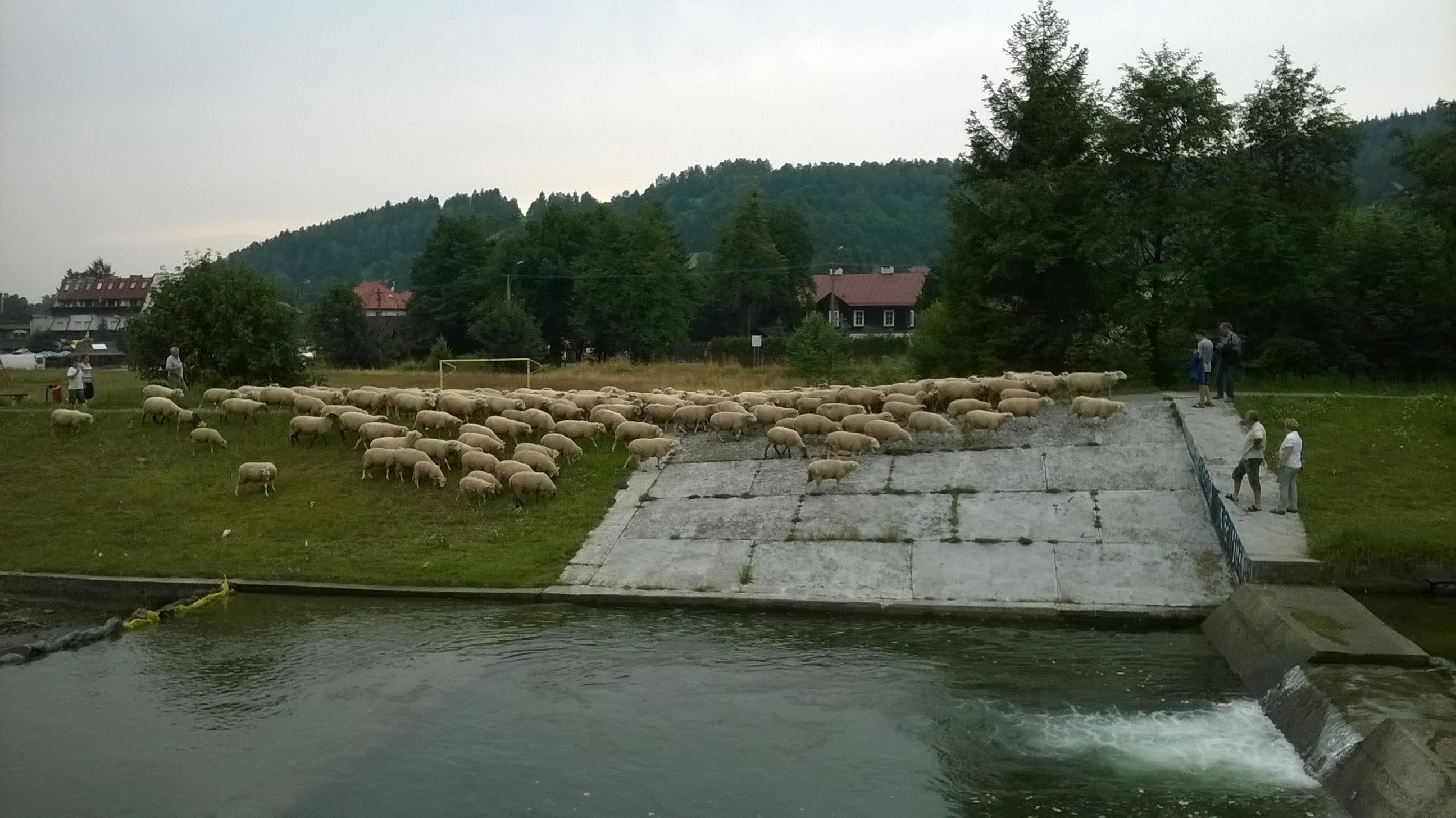
Owce należą do stałego elementu krajobrazu Brennej

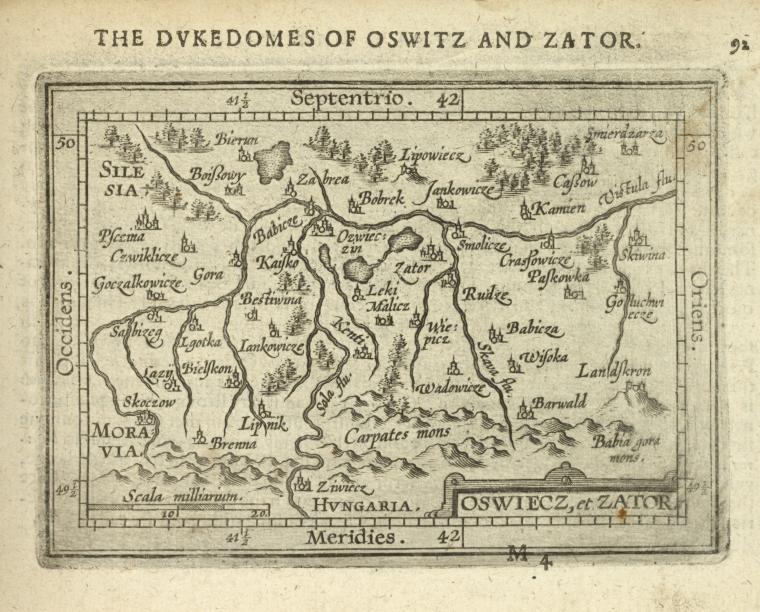
Brenna na mapie Księstwa Oświęcimskiego i Zatorskiego – mapa Abrahama Orteliusa z 1603

Istnieje wiele hipotez co do pochodzenia nazwy miejscowości. Badania lingwistyczne PAN jako etymologię nazwy wskazują na źródłosłów celtycki.
Wskazuje się też na hipotetyczne pochodzenie od starosłowiańskiego przymiotnika *brьnьnъ „błotnisty, gliniasty” (od *brьna – „błoto, moczar”; podobną etymologię mają miejscowości Branica, Branice, Brenno, Brenica, Brenik, Brennik, Brynek (d. Brenek), Brynica, Brynica Mokra etc., czy rzek: Bryniczka, Branew, Branwica – w języku polskim obocznie występują w nazwach miejscowych postacie Bren- i Bryn-, przed spółgłoską nosową nastąpiło przejście -y- w -e-). Zapisy historyczne: z Brennej 1490 r., wes Brenna, wes Bren, wsy Brenne 1564 r., wes Brynna 1621 r., Brenna, Brinna 1722 r., Brenna 1880 r.

## Historia

Herb Brennej

Historia Brennej sięga przełomu XV i XVI wieku, kiedy to książę cieszyński założył hutę szkła opalaną drewnem z pobliskich lasów. Pierwsza wzmianka w aktach historycznych datowana jest na 30 czerwca 1490, kiedy to książę cieszyński Kazimierz II potwierdza, że Wawrzyniec z Pogórza zapisuje połowę wsi Pogórza i Brennej swej małżonce Salomenie z Vrchlabi. W 1565 roku książę cieszyński Wacław III Adam przekazał Brenną Wacławowi Wodzie z Kojkowic. Prawdopodobnie w tym samym czasie na polanach Brennej pojawili się wędrowni pasterze wołoscy, zwani tu „wałachami”. Przybysze, wędrujący wzdłuż łuku Karpat z Wołoszczyzny i Siedmiogrodu – terenów dzisiejszej Rumunii – przyprowadzili ze sobą stada kóz i owiec, które dostarczały mleka, sera, mięsa i wełny. Ten typ gospodarowania znacznie się rozwinął, wypasowi sprzyjały polany powstałe w wyniku karczowania lasów, natomiast górzysty teren i ogólnie nieurodzajna gleba nie zachęcały do upraw.
W latach 1573/1577–1594 Brenna znajdowała się w granicach wydzielonego z księstwa cieszyńskiego skoczowsko-strumieńskiego państwa stanowego. W 1621 roku Brenna była już wsią książęcą. Posiadała folwark z hutą szkła produkującą szkło proste i szklanki na piwo i wino. Pasterze na polanach zakładali szałasy, które w 1755 istniały już na większości okolicznych stoków. Od połowy XVII wieku do końca I wojny światowej wchodziła w skład tzw. Komory Cieszyńskiej – wielkiego śląskocieszyńskiego majątku Habsburgów.
Mieszkańcy Brennej, podgrupa Górali śląskich, trudnili się przede wszystkim hodowlą owiec i rolnictwem. Wieś była największym ośrodkiem szałaśnictwa w Beskidzie Śląskim. Pomimo zlikwidowania w połowie XIX w. przez Komorę Cieszyńską serwitutów i znacznego ograniczenia pasterstwa na rzecz racjonalnej gospodarki leśnej pasterstwo jeszcze długo stanowiło tu ważną część gospodarki wiejskiej. Ludomir Sawicki prowadząc w 1913 r. badania nad szałaśnictwem na Śląsku Cieszyńskim zanotował w Brennej jeszcze 10 szałasów, w których dla 71 wspólników 32 pasterzy pasło 1788 owiec i 83 krowy (stanowiło to blisko 30 % wszystkich szałasów i 40 % wszystkich owiec całego Śląska Cieszyńskiego). Dalsze 3 szałasy były już podawane jako "zaginione".
Według austriackiego spisu ludności z 1900 w 384 budynkach w Brennej na obszarze 7817 hektarów mieszkało 2985 osób, co dawało gęstość zaludnienia równą 38,2 os./km², z tego 2466 (82,6%) mieszkańców było katolikami, 492 (16,5%) ewangelikami, a 27 (0,9%) wyznawcami judaizmu, 2964 (99,3%) było polsko-, 7 niemiecko-, a 13 czeskojęzycznymi. Do 1910 roku liczba mieszkańców spadła do 2963.
W 1918 roku w miejscowości powstał oddział Milicji Polskiej Śląska Cieszyńskiego podlegający 15 kompanii w Ustroniu.
Według polskiego spisu z 1921 gminę zamieszkiwało 2833 mieszkańców, w tym 14 Niemców i 12 Żydów. Przyrost naturalny był wysoki i już w 1939 Brenna liczyła 3569 mieszkańców, niestety lata rozwoju przerwał wybuch II wojny światowej.

### II wojna światowa
W czasie wojny na terenie Brennej prowadzono aktywną działalność partyzancką, czemu sprzyjało ukształtowanie terenu. Wybudowano bunkier na Leśnicy, gdzie ukryto bibliotekę i żarna. W 1942 roku doszło do rozbicia konspiracji, a jej dowódca Rudolf Heller został powieszony w Cieszynie 20 marca tegoż roku. Jednak stosunkowo szybko działalność partyzancka została wznowiona i już latem 1944 Pluton Brenna liczył 30 partyzantów. W tym samym roku wybudowano drugi bunkier Huta-Gromanica. Wiosną 1944 ruch oporu doznał poważnej straty, gdyż na Klimorackich Pasiekach zginęli z rąk nazistów dowódca oddziału Karol Heller, jego brat Stanisław oraz Ludwik Kłósko.
W październiku 1944 roku doszło do potyczki grupy desantowej radzieckich skoczków pod dowództwem kapitana Orłowa z oddziałem niemieckim. W związku z nadciągającą radziecką ofensywą 20 stycznia 1945 roku policja i urzędy niemieckie opuściły wieś. 21 stycznia kilkugodzinną walkę z liczącym ok. 300 żołnierzy oddziałem niemieckim stoczył polsko-radziecki oddział partyzancki pod dowództwem mjr. Wasilija Anisimowa (ps. „Szczepanowicz”). Jednak walki wciąż trwały, a hitlerowcy przystąpili do likwidacji partyzantów. Kontratak jednostek niemieckich, 13 lutego 1945, połączony był z pacyfikacją miejscowości – 4 mieszkańców Brennej i 20 jeńców włoskich spalono żywcem w stodole. W tym miesiącu oddziały niemieckie dokonały jeszcze dwóch podobnych egzekucji, w których ofiarami byli Polacy i jeńcy włoscy. 20 lutego po wyparciu niemieckiej żandarmerii oddział „Szczepanowicza” zajął wieś.

### Okres powojenny
Po wojnie Brenna się rozwijała. Według spisu z czerwca 1952 Brenna liczyła 3637 mieszkańców, w tym okresie rozpoczęto elektryfikację wsi. W wyniku reformy administracji 1 stycznia 1972 utworzono gminę Brenna.
W 1989 roku Brenna została odznaczona Krzyżem Kawalerskim Orderu Odrodzenia Polski.
Naczelnicy gminy po 1945 r.:
- Józef Gielata (od kwietnia 1945 do lipca 1948)
- Władysław Rychert (od lipca 1948 do marca 1949)
- Jan Wigezzy (od marca 1949 do marca 1952)
- Karol Czermak (od września 1952 do 1954)
- Jan Heller (1955)
- Józef Madzia (1955 do lutego 1966)
- Jan Heller (od lutego 1966 do grudnia 1972)
- Władysław Heller (od stycznia 1973 do czerwca 1990)

Wójtowie:
- Tadeusz Mendrek (od lipca 1990 do października 2006)
- Iwona Szarek (od października 2006 do listopada 2014)
- Jerzy Pilch (od listopada 2014 do kwietnia 2024)
- Andrzej Kozieł (od kwietnia 2024)

## Komunikacja
Komunikację do Brennej przez Górki Wielkie i Górki Małe obsługują autobusy firmy Wispol. Przystanki końcowe znajdują się odpowiednio: Bukowa/Węgierski oraz w Brennej „Leśnicy”.

## Zabytki
Według Narodowego Instytutu Dziedzictwa, w miejscowości znajdują się następujące obiekty zabytkowe:
- kościół pw. św. Jana Chrzciciela z XVIII wieku (nr rej. 138/60 (R-256/49) z 27.02.1960 oraz A-268/78 z 25.01.1978)
- cmentarz kościelny w granicach ogrodzenia (nr rej. jw.)
- plebania z 1789 roku (nr rej. R-922/68 z 27.07.1968 oraz A-269/78 z 25.01.1978; obecnie nr rej. A/1260/23[17])
- dom młodzieży katolickiej, ok. 1920 (nr rej. A-681/92 z 18.03.1992)
- chata z XVII wieku (nr rej. R-433/54 z 23.07.1954)
- drewniana willa myśliwska (tzw. dworek myśliwski „Konczakówka”) wraz z sąsiednią kaplicą św. Huberta, przy ul. Głębiec 26 (nr rej. A/937/2022 z 15.02.2022)[18]

W Górnośląskim Parku Etnograficznym w Chorzowie znajdują się następujące zabytki architektury drewnianej pochodzące z Brennej:
- chałupa groniowa ze Starego Gronia z 1809 r.
- chałupa tkacza ze Starego Gronia z 1820 r.
- szopa dla owiec z Bukowego Gronia z poł. XIX w.
- szopa dla owiec ze Starego Gronia z 1. poł. XIX w.
- szałas pasterski z Małej Orłowej z XIX w.

## Gospodarka, turystyka i rozrywka

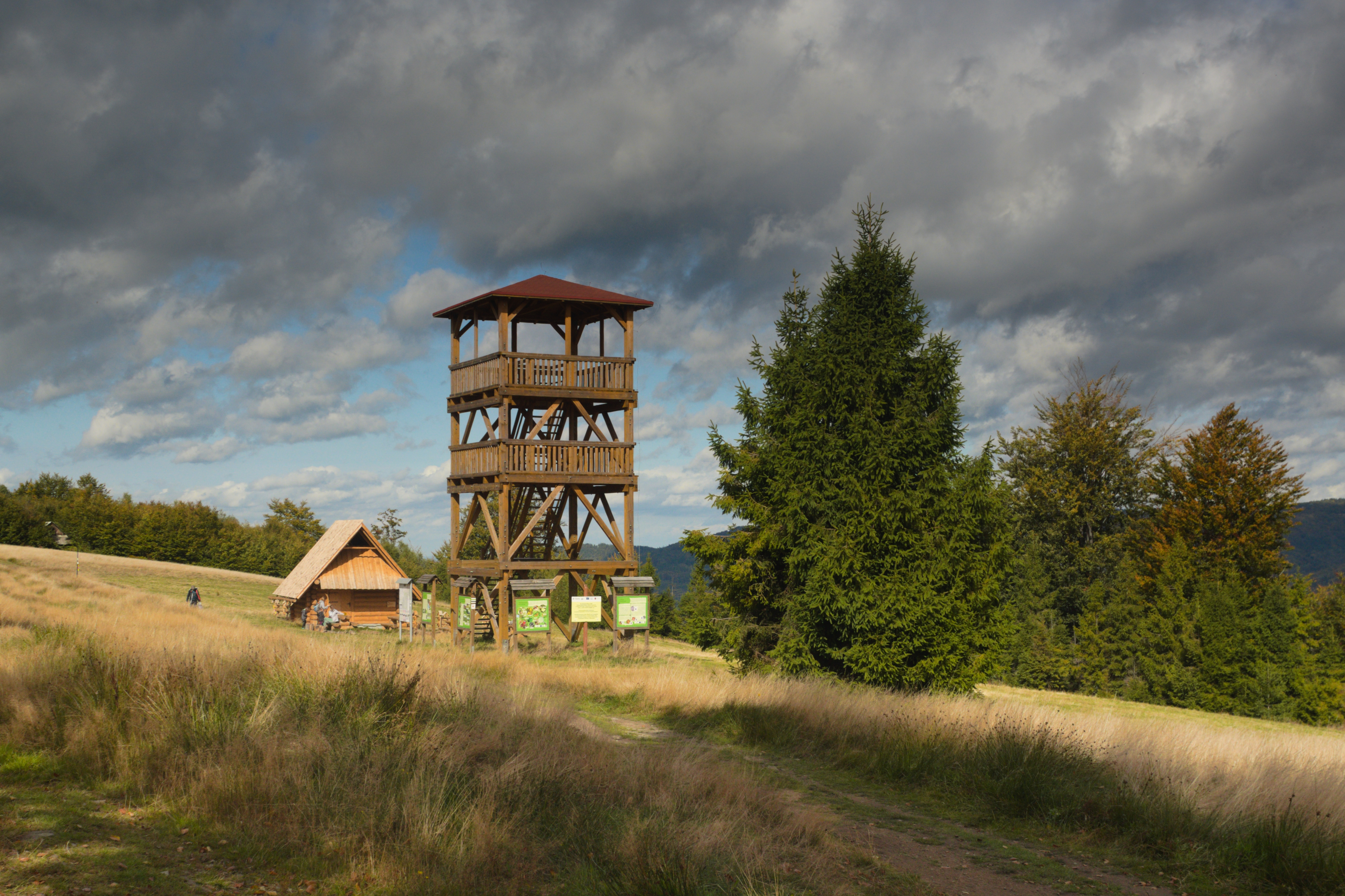
Stary Groń wieża widokowa

Działalność gospodarcza w Brennej jest zróżnicowana. Głównymi źródłami dochodu mieszkańców są turystyka, rolnictwo, handel, ale też przemysł. Działają tutaj kamieniołomy pozyskujące piaskowiec godulski oraz kilka tartaków obrabiających drewno. Rolnictwo powoli zanika, głównie z powodu wyprzedaży działek i słabej opłacalności. Większych gospodarstw pozostało niewiele, wiele osób uprawia ziemię na własne potrzeby. Brenna staje się wsią letniskową, baza noclegowa liczy niemal 3000 łóżek w kwaterach prywatnych i pensjonatach, w okolicznych dolinach znajduje się wiele domów letniskowych należących do mieszkańców Górnego Śląska. W Brennej znajdują się m.in.: stadnina koni, wyciągi narciarskie (Centrum i Węgierski), przystań kajakowa (zalew na potoku Leśnica), hala sportowa. W Brennej, na końcu ulicy Leśnica znajdują się ogólnodostępne trasy do narciarstwa biegowego. Na terenie wsi w czasie lata działa kino letnie (Amfiteatr Brenna). Funkcjonuje także okresowo wesołe miasteczko.
Brenna jest punktem wyjściowym na następujące szlaki turystyczne:
- Schronisko PTTK na Równicy – Brenna – Schronisko PTTK na Błatniej
- Brenna – Horzelica – Grabowa (dojście do  z Klimczoka przez Przełęcz Salmopolską na Malinowską Skałę)
- Brenna – Hołcyna – Kotarz (dojście do  jw.)
- Brenna Centrum – Horzelica – Stary Groń – Leśnica – Trzy Kopce Wiślańskie
- Brenna Stasiówka (węzeł szlaków z  i  pod Horzelicą) – Leśnica – Orłowa
- (dojściowy) Brenna Centrum – dojście do  do Schroniska PTTK na Błatniej

## Galeria

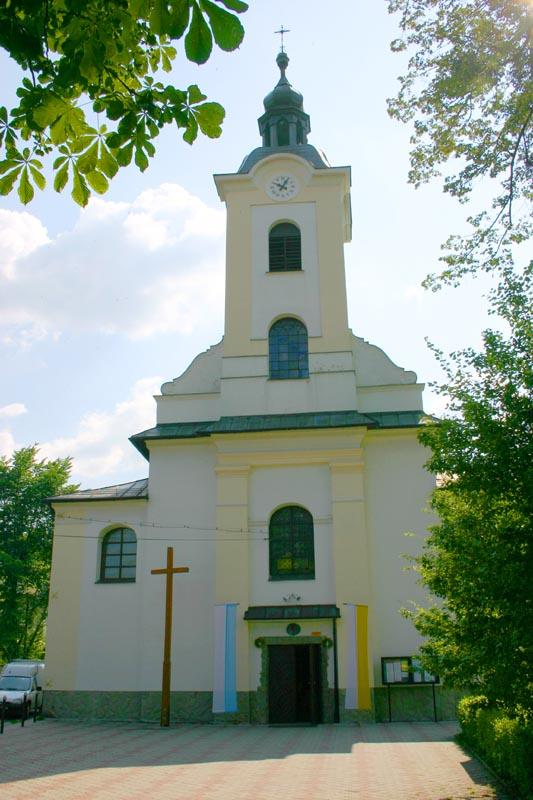
Kościół św. Jana Chrzciciela
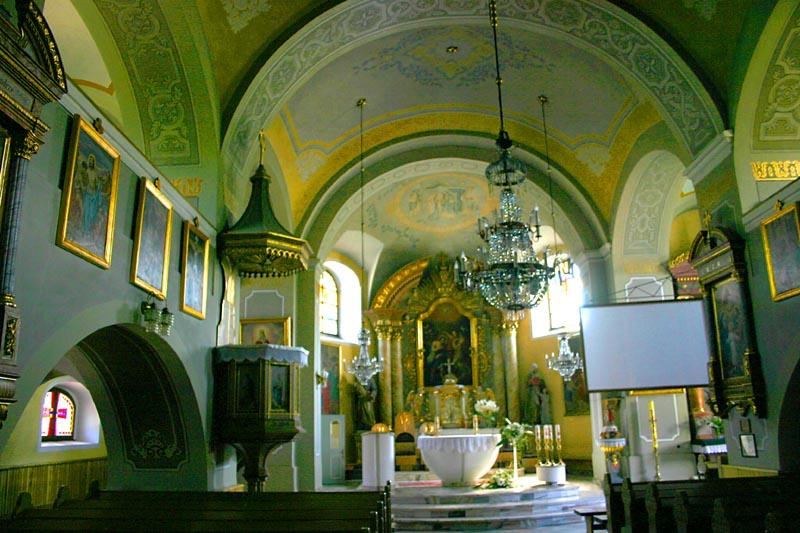
Wnętrze kościoła św. Jana Chrzciciela
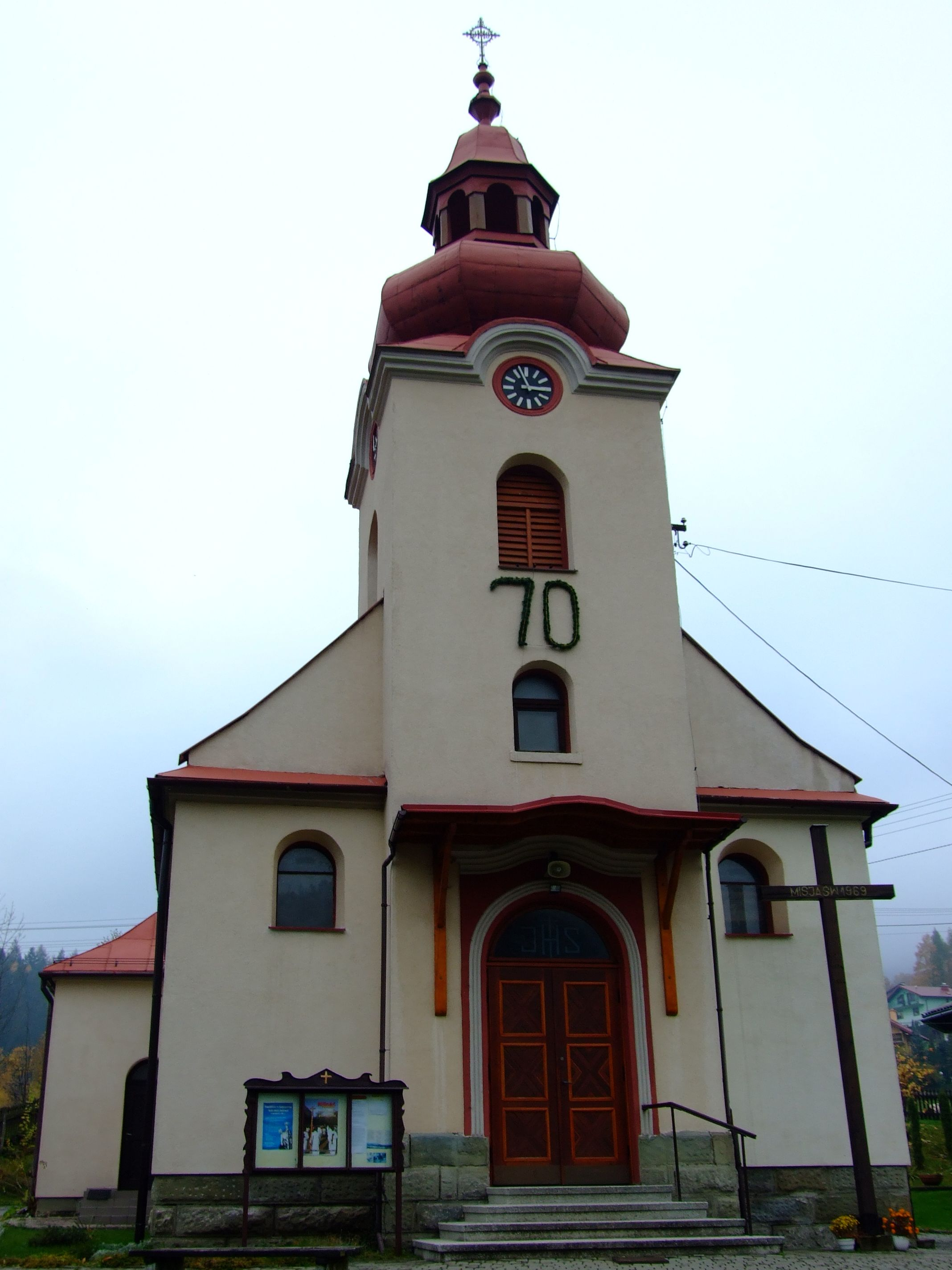
Kościół św. Jana Nepomucena w Brennej-Leśnicy
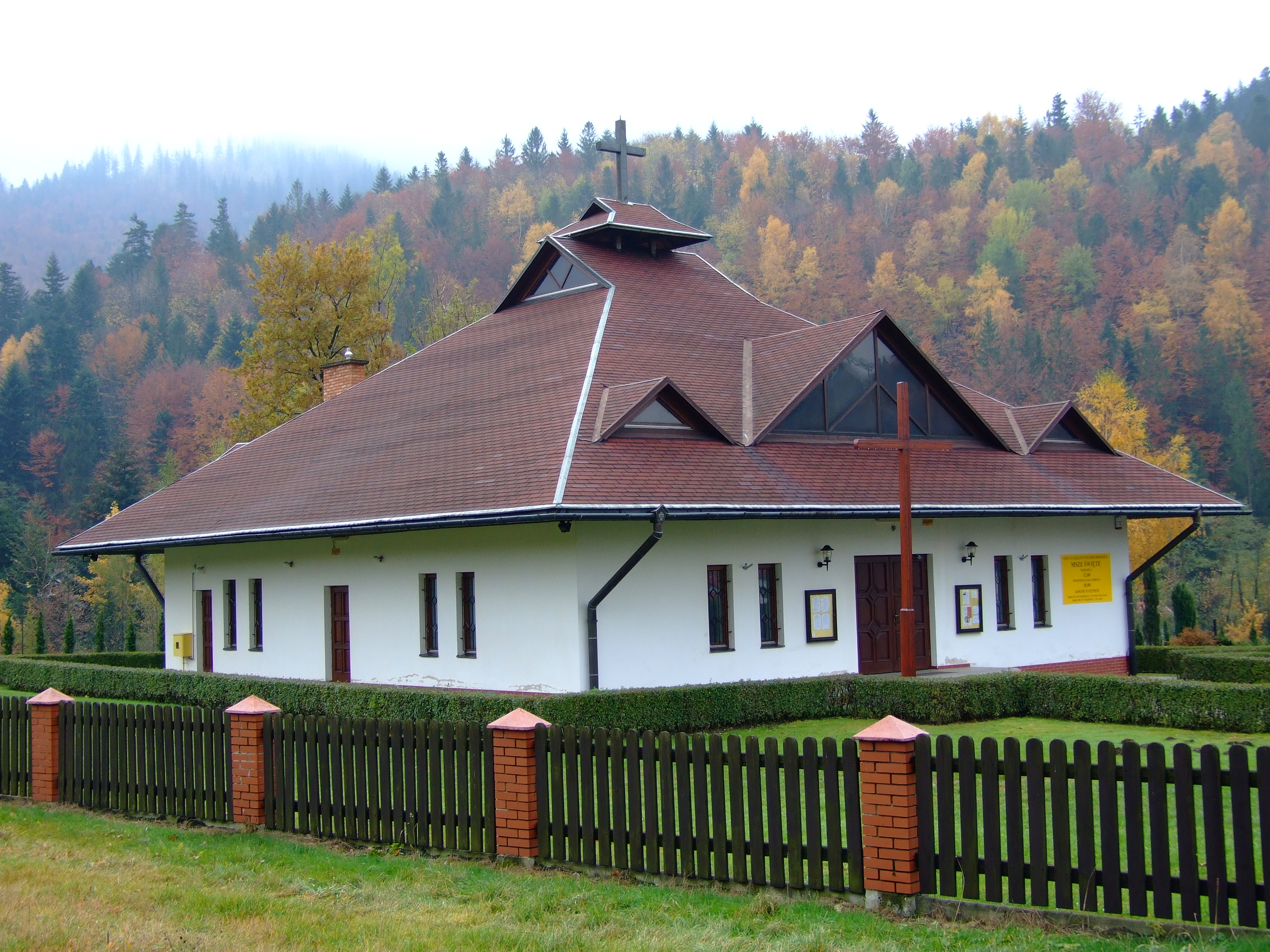
Kaplica św. Melchiora
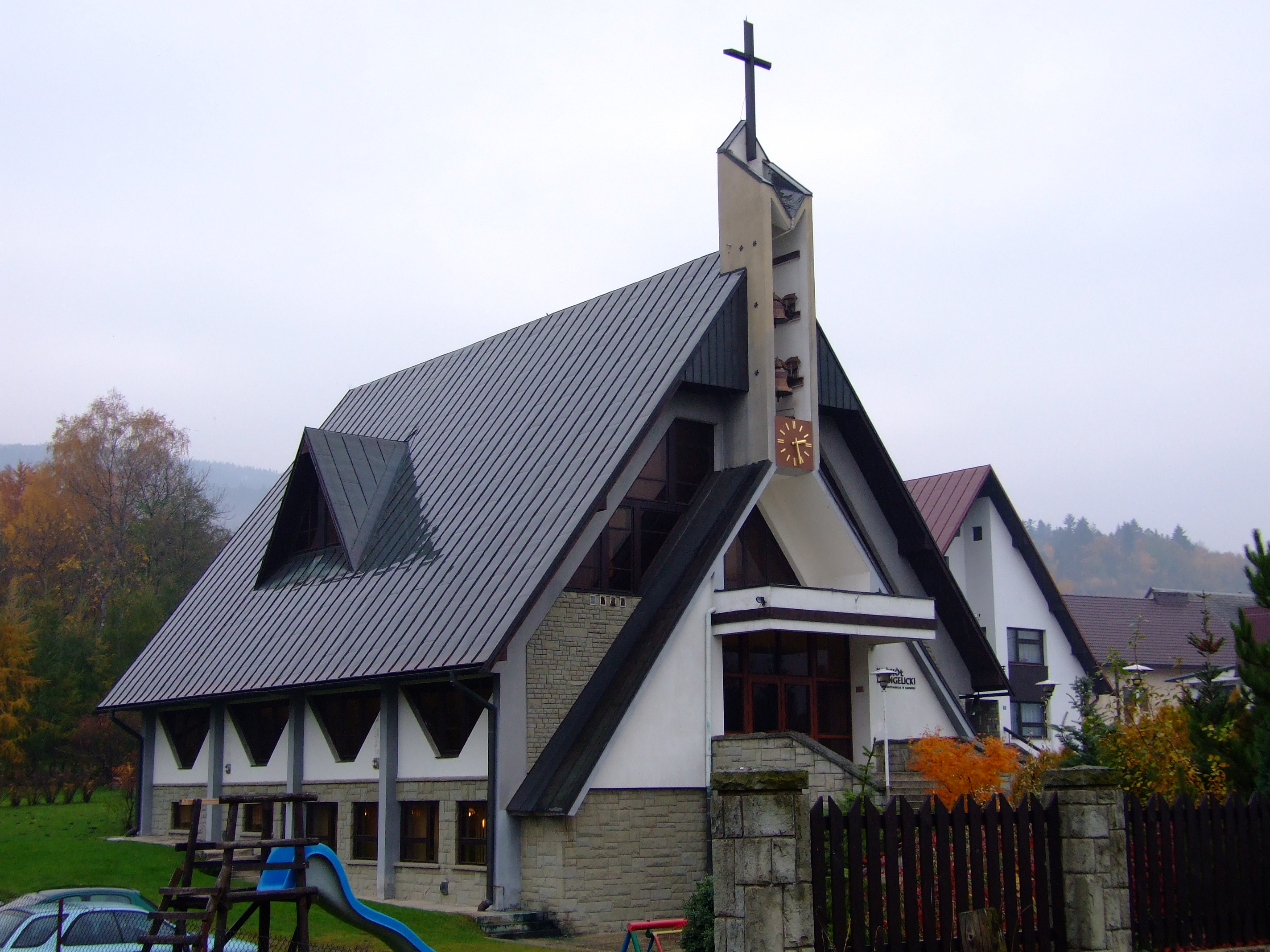
Kościół ewangelicki
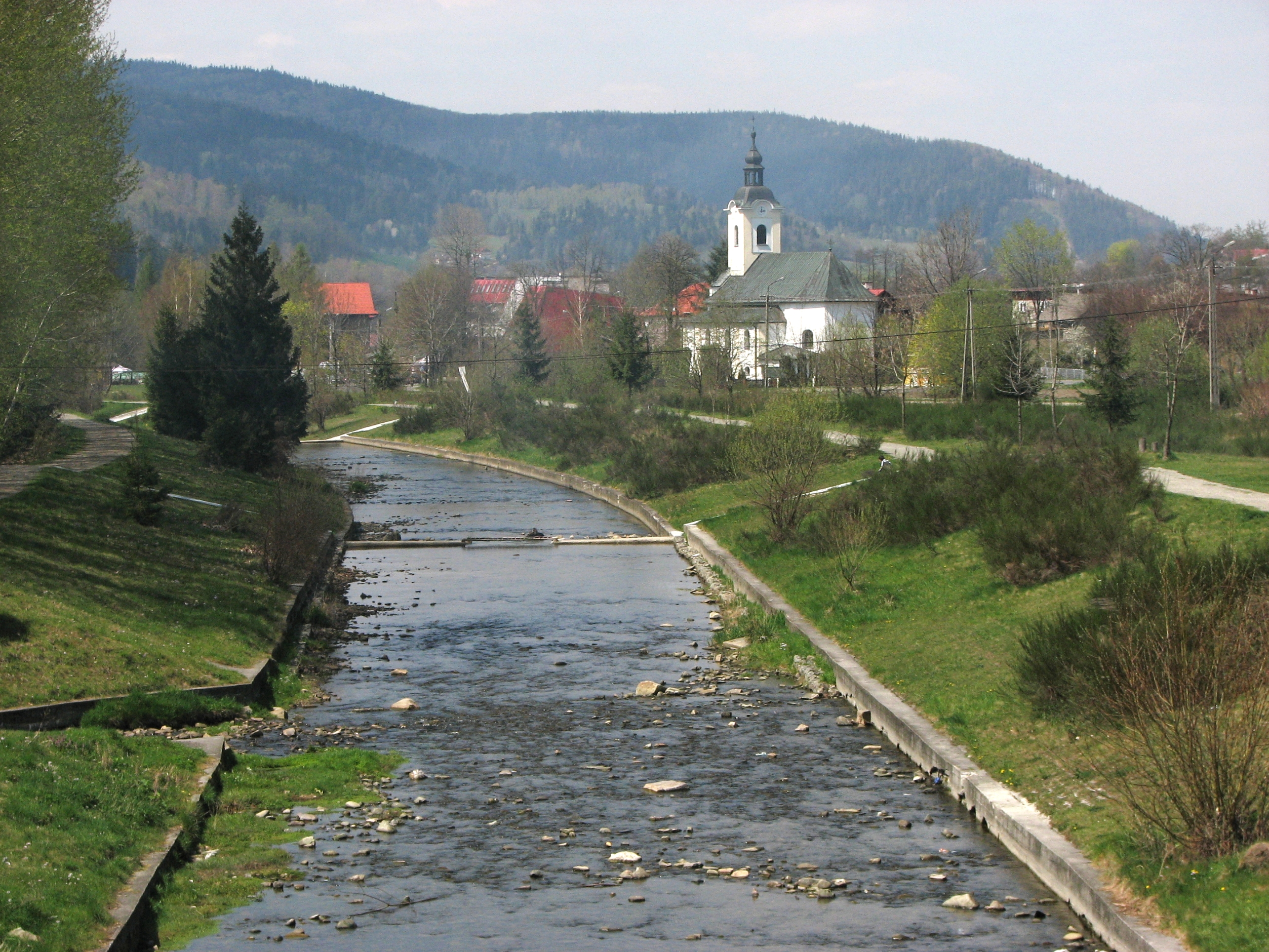
Brennica
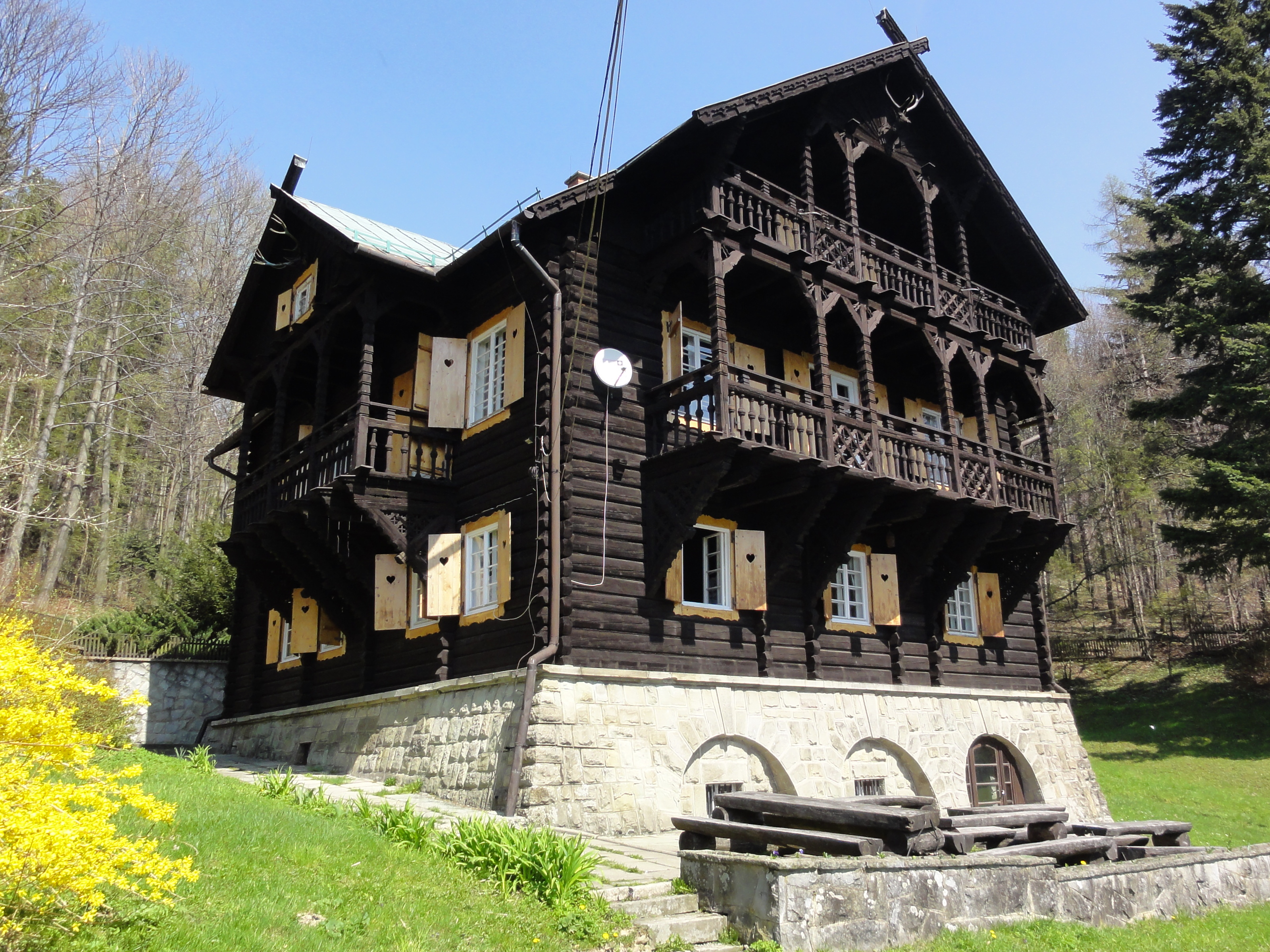
Dworek Myśliwski „Kończakówka”
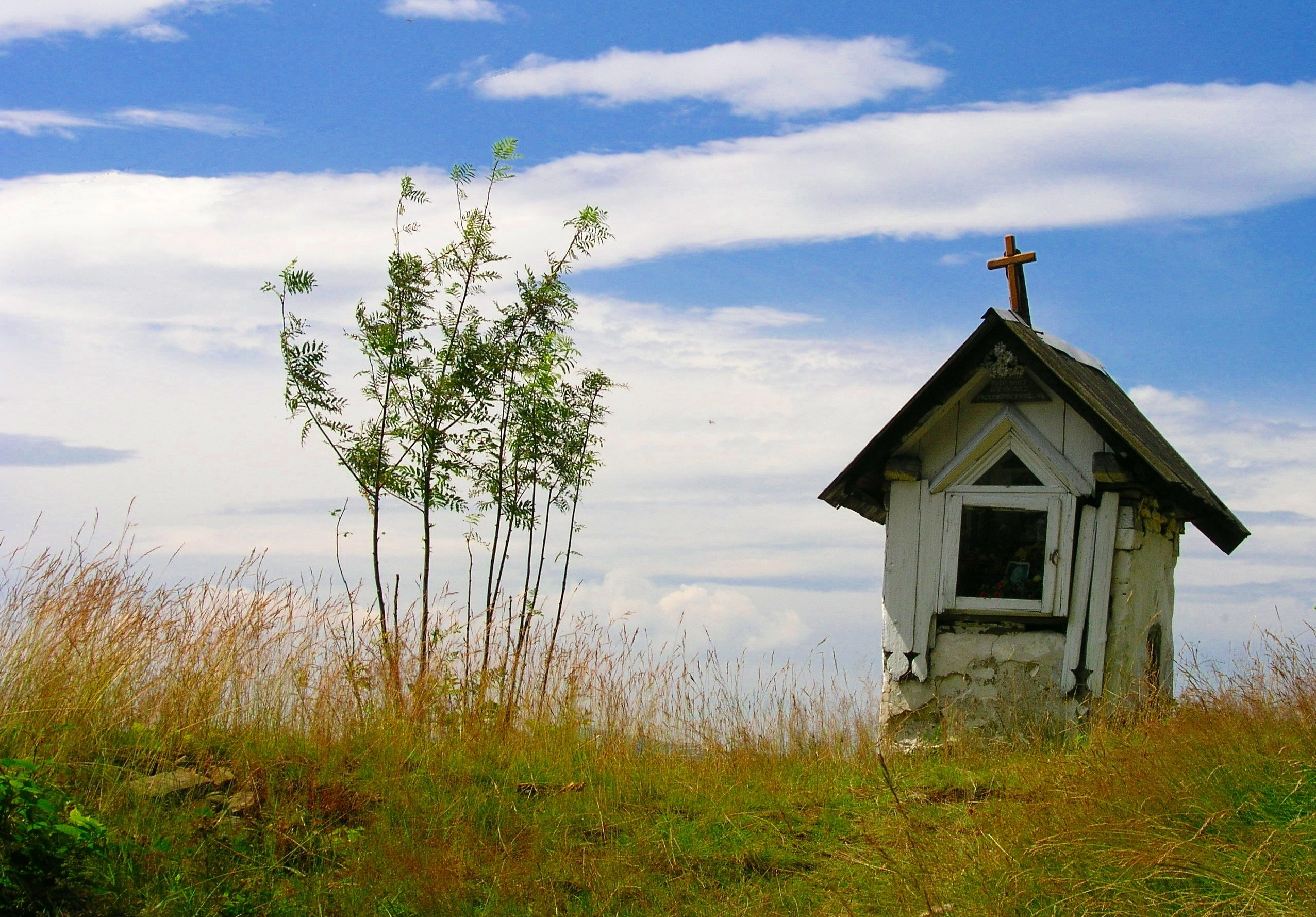
Kapliczka przy szlaku na Błatnią
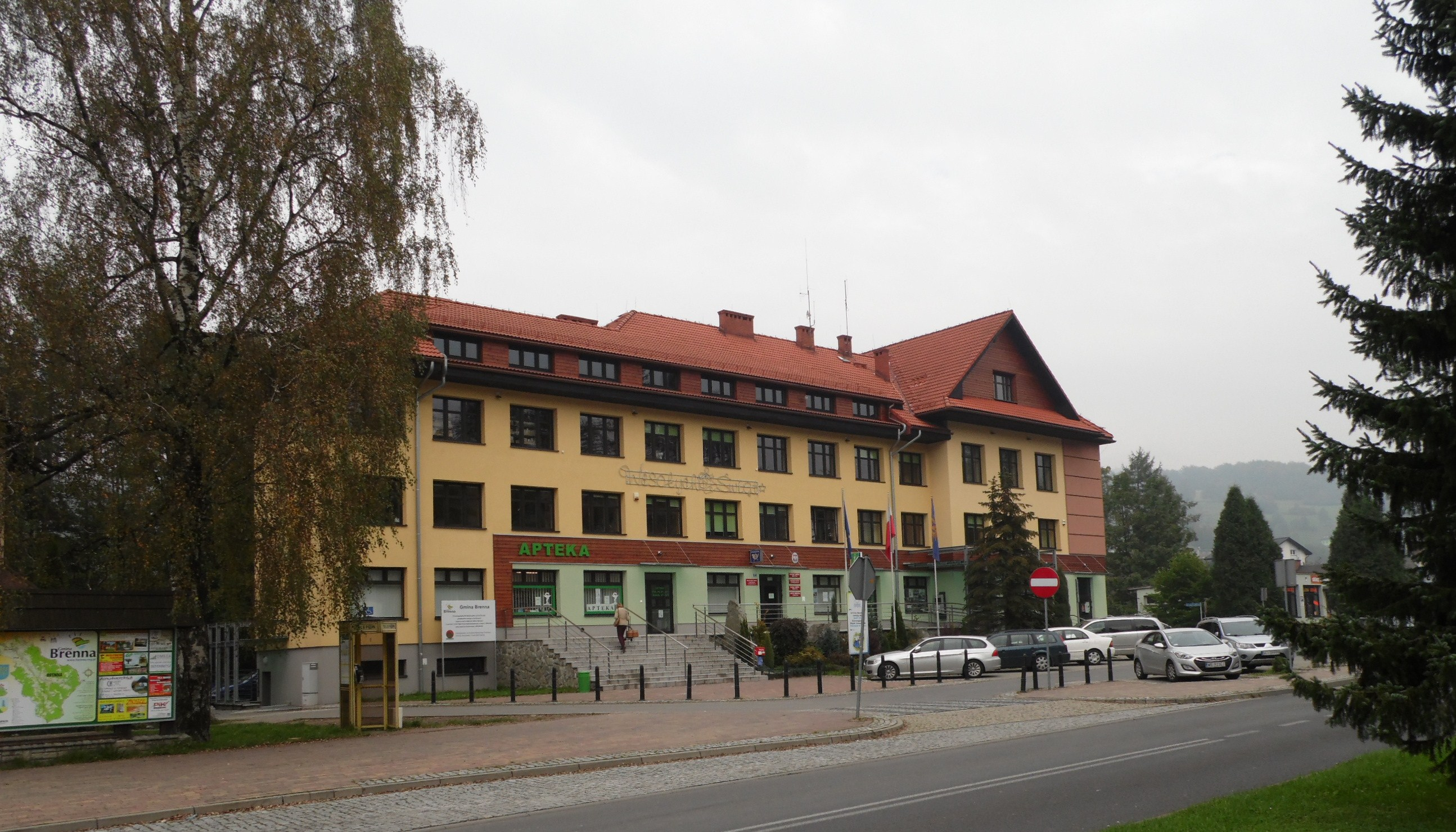
Urząd Gminy
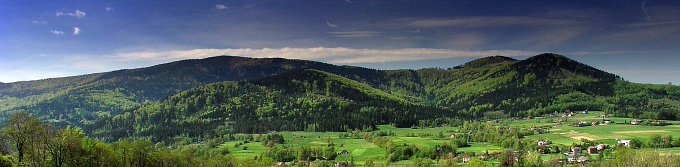

## Wspólnoty religijne
Na terenie wsi działalność duszpasterską prowadzi Kościół rzymskokatolicki, Kościół Ewangelicko-Augsburski oraz Kościół Chrześcijan Dnia Sobotniego, posiadające łącznie 5 świątyń. Między parafiami rzymskokatolickimi i ewangelicką prowadzona jest działalność ekumeniczna, a w ostatnią niedzielę sierpnia organizowane są Dożynki Ekumeniczne. W Brennej znajdują się siedziby następujących parafii i zborów:
- Kościół Chrześcijan Dnia Sobotniego:
  - zbór w Brennej[22]
- Kościół Ewangelicko-Augsburski w RP:
  - Parafia Ewangelicko-Augsburska w Brennej-Górkach (proboszcz ks. Roman Kluz)[23]
- Kościół rzymskokatolicki:
  - parafia św. Jana Chrzciciela w centrum Brennej (proboszcz ks. Czesław Szwed)[24]
    - kościół filialny św. Melchiora Grodzieckiego w Brennej Lachach

  - parafia św. Jana Nepomucena w Brennej Leśnicy (proboszcz ks. Andrzej Filapek)[25]

Funkcjonuje tu także rzymskokatolicki Ośrodek Spotkań i Formacji Archidiecezji Katowickiej im. św. Jadwigi Śląskiej.

## Współpraca międzynarodowa
Miejscowości partnerskie
- Bystrzyca
- Písečná
- Trzyniec
- Wędrynia
- Babin

## Sport
Na terenie wsi działa kilka klubów sportowych:
- Młodzieżowy Klub Piłkarski Brenna – Górki – piłka nożna
- Ludowy Klub Sportowy Beskid Brenna – założony w 1952; piłka nożna, tenis stołowy, skiboby; narciarstwo
- Uczniowski Klub Sportowy Brenna – Górki – narciarstwo alpejskie, jazda konna, biegi, karate

## Ludzie związani z miejscowością
- Jan Moskała – wójt Ustronia w latach 1649–1652
- Karol Holeksa (1886–1968) – polityk chadecki okresu II RP
- Władysław Heller (1936–2005) – trener siatkówki
- Roman Greń (ur. 1937) – polityk
- Gustaw Cieślar (ur. 1957) – pastor i teolog baptystyczny